# Flughafen Banja Luka

i7
i11
i13
Der Flughafen Banja Luka (bosnisch Međunarodni aerodrom Banja Luka, serbisch-kyrillisch Аеродром Бања Лука, IATA-Code: BNX, ICAO-Code: LQBK) liegt 28 km nördlich von Banja Luka und ist einer von insgesamt vier internationalen Flughäfen in Bosnien und Herzegowina. Der Flughafen entstand 1976 und wurde vor dem Zerfall Jugoslawiens nur für Inlandsflüge verwendet. Erst nach dem Ende des Bosnienkrieges, mit dem Ausbau Banja Lukas zum Regierungssitz der Republika Srpska, wurde der Flugplatz zu einem internationalen Flughafen. Von 1999 bis 2003 war er Heimatflughafen der dann aufgelösten Fluggesellschaft der Republika Srpska, Air Srpska.

## Fluggesellschaften und Ziele
Bis 2015 wurde Zürich durch die bosnische Gesellschaft B&H Airlines angeflogen. Zwischenzeitlich bestanden Verbindungen nach Athen, Frankfurt, Ljubljana, Tivat und Wien.
Von Banja Luka wird im kommerziellen Linienverkehr Belgrad angeflogen. Im deutschsprachigen Raum werden Memmingen, Karlsruhe, Wien, Dortmund und Basel bedient (Stand: Mai 2024).